# Museo a Cielo Abierto en San Miguel
El Museo a cielo abierto de San Miguel es una exposición de arte urbano, conformado por un conjunto de murales de gran extensión, ubicado en la Villa San Miguel, de la comuna de mismo nombre, al sur de la ciudad de Santiago de Chile. Consta de más de sesenta obras de arte urbano y mosaico, realizadas en muros exteriores de departamentos, casas y sedes sociales, además de plazas, asientos y kioscos.
Fue ideado en 2009 por Roberto Hernández Bravo y David Villarroel Fuentes, ambos residentes de la Población San Miguel, quienes conformaron el Centro Cultural Mixart, para la creación de este espacio. La inauguración de esta iniciativa, coincidió con las celebraciones del Bicentenario de Chile.

## Historia

### Antecedentes
La Villa San Miguel, ubicada entre las calles Gauss, Lazo, Departamental y José Joaquín Prieto, nació en la década de 1960 con el nombre de Población Miguel Munizaga Mossino, y fue poblada por trabajadores de industrias chilenas como Madeco y Mademsa, como parte de las obras del Servicio del Seguro Social.
Previo a la creación del museo, el espacio público del barrio era utilizado para personas con drogodependencia, existía un descuido por parte de las autoridades locales, como también de los habitantes del mismo barrio, sumando a que existía la posible destrucción del sector, ante un constante avance del mercado inmobiliario.

### Creación y desarrollo
No fue hasta 2009, cuando Roberto Hernández Bravo y David Villarroel Fuentes, crearon el Centro Cultural Mixart como organización que permitiría agilizar las formalidades necesarias para la creación de este museo, institución que sería conformada por habitantes del mismo barrio.

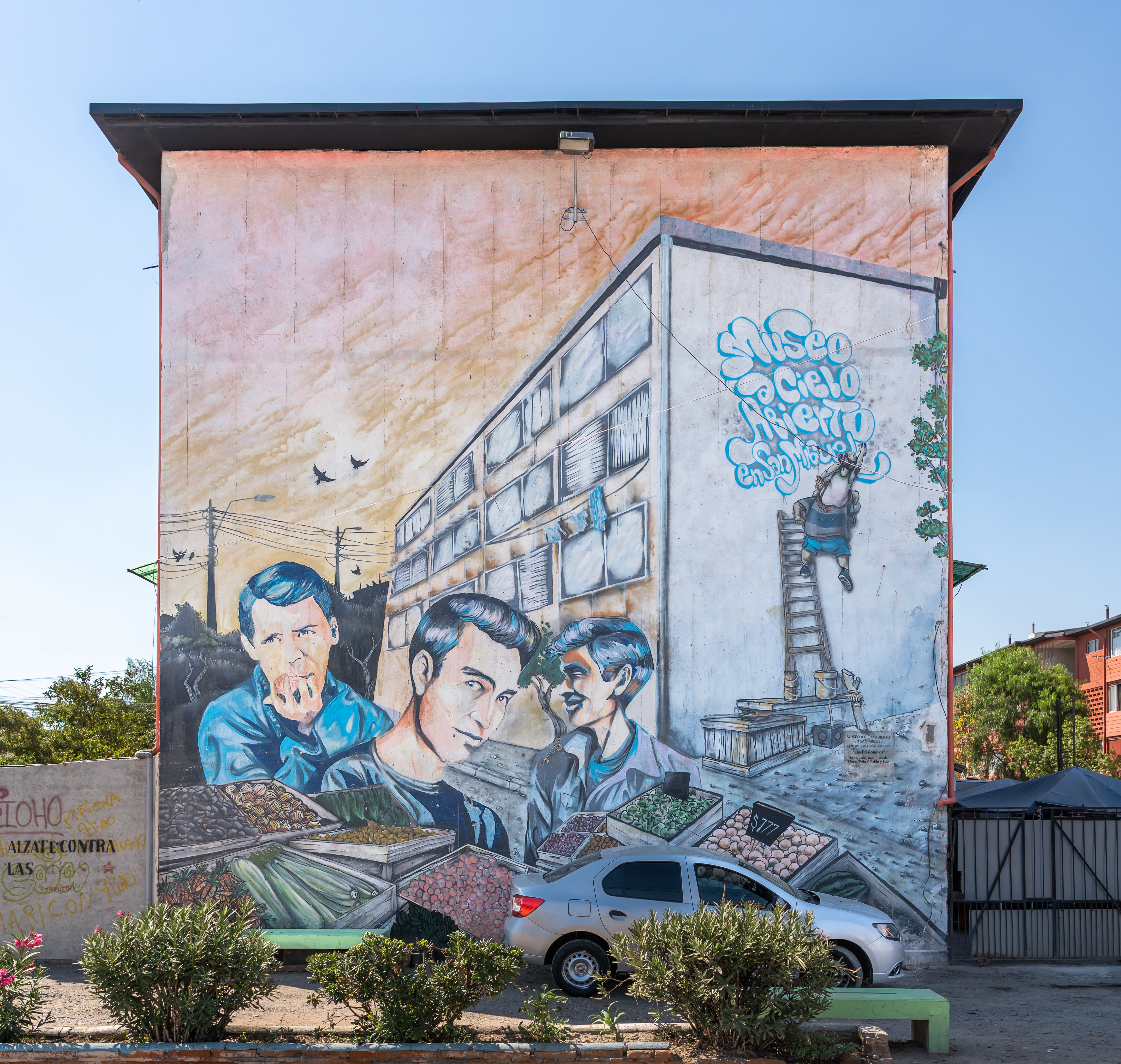
Mural Los Prisioneros

Inspirados en el Museo a Cielo Abierto de Valparaíso, en abril de 2010 el proyecto se presentó al Fondo Nacional de las Artes y se aprobó en julio del mismo año, dándose inicio a su ejecución en septiembre de 2010 con el primer mural dedicado al grupo musical chileno Los Prisioneros, cuyos integrantes son oriundos de la comuna. Asimismo, el proyecto incluyó talleres de muralismo, actividades musicales, la instauración de un sitio web y un libro documental.
La creación de este museo estuvo acompañada de la realización del Festival de las Artes, realizado en 2010, 2011 y 2013, siendo en este último, cuando empieza a integrarse la pintura en las sedes sociales, quiscos y casas.
En 2011, existían veintiún murales. Luego, en 2015, se logra la creación de otros veinte murales, bajo la autogestión del centro cultural. Ya en 2019, existieron otras treinta y cinco murales más, cuales fueron gestión de la empresa encargada de la remodelación de las plazas del barrio.